# Santa Lucía (departamento)
Santa Lucía é um departamento da Argentina, localizado na 
província de San Juan.